# Ukazovák
Ukazovák neboli ukazováček (latinsky index nebo digitus secundus) je jeden z prstů lidské ruky. Sousedí na jedné straně s palcem, na druhé s prostředníkem. Je kratší než prostředník a někdy bývá i kratší než prsteník.
Obvykle je nejcitlivějším prstem, je mimo jiné užíván právě k ukazování a je obecně prstem nejpoužívanějším. Děti ovšem prstem neukazují, aby poukázaly na směr, ale gesto je pokusem se zkoumavě dotknout předmětu, který je někdy mimo dosah ruky.